# مقاطعة كوستيلا (كولورادو)
مقاطعة كوستيلا (بالإنجليزية: Costilla County)‏ هي إحدى مقاطعات ولاية كولورادو في الولايات المتحدة الأمريكية.